# 遼北省 (中華民國)
遼北省，簡稱洮，為中華民國在東北地區西北部的一個省，是国民政府所设東九省之一，名义上省会为辽源县，实际上省政府设于四平市。
因国共内战，辽北省大部分地区从未被中華民國政府统治，而属于中国共产党控制下的解放区。

## 名稱由來
由於位置在遼寧省北部，故名遼北。

## 地理
全省位於东北平原西部，轄境相當於今辽宁省彰武县、法库县、康平县、昌图县，吉林省四平市、梨树县、双辽市，内蒙古自治区通辽市大部、興安盟的小部，面積12萬1624.17平方公里，人口490萬4399人。全境以东北平原為主體，西北部為大興安嶺南端，是蒙古人的牧區。
周圍鄰省分別為北界興安省、嫩江省，東界吉林省、安東省，南界遼寧省，西界熱河省、察哈爾省。

## 歷史沿革
民國三十四年（1945年），日軍投降。同年9月上旬，國民政府在在重慶四德村成立遼北省政府籌備處宣布任命劉翰東為遼北省政府主席，開始策劃在四平市組建遼北省政府和接收方面的工作。同时，中国共产党在蘇聯的協助下率先進入中国東北，在四平市成立遼北省自治政府。民國三十五年一月十日（1946年1月10日），辽北省政府和四平市政府在四平市正式成立，由辽北省政府委员李充国兼代四平市市长。同年3月13日，隨著蘇聯軍隊撤離四平，中华民国国军和東北民主聯軍开始在四平地區展開激烈爭奪。3月17日，中共調集軍隊1萬餘人攻克四平市，擊斃500餘人，俘獲遼北省省主席劉翰東及其各廳、處官職人員150餘人，以及辽北省警察总队副总队长张楷及其下属官兵3000餘人。遼北省政府自此第一次停止运作。3月25日，中共方面釋放劉翰東、徐鼐等遼北省政府要員14人回到长春。3月27日，劉翰東等政府要员飛赴锦州後，即令警務處長王泰興率領部分人員赴瀋陽，重建遼北省政府辦事處。
1946年4月至5月，國軍主力新一軍（孫立人部）、新六軍（廖耀湘部）、七十一軍（陳明仁部）共約十萬人，向北攻进開原、昌圖一带，與解放軍在四平、長春一带均爆發了激烈戰鬥。同年5月下旬，國軍在四平重創東北民主聯軍部隊，并在5月19日占领四平。翌日，遼北省政府再次進駐四平。随后，國軍從遼北全線追擊解放军直至松花江畔，逼近哈爾濱。6月6日，在美國特使馬歇爾的调停下，國民政府於下達了第二次停戰令，战线趋于稳定1946年11月5日，辽北省政府颁发《辽北省政府合团办公分层负责办事细则》，确定了省政府设置的行政机构及相应职权。
民國三十六年五月（1947年5月），解放軍發起夏季攻勢，先後攻克怀德、公主岭、昌圖、開原、山城鎮、東豐、梅河口、西安、西豐、清原、雙山、鄭家屯、伊通、雙陽、樺甸、輝南等地。6月，解放軍在吉林省的永吉、長春發起攻勢，並將主力放在圍攻由陳明仁率領的七十一軍部隊防守的四平上。同時，中華民國政府及時抽調新六軍、九十三軍、五十三軍等軍队解除四平之圍，史稱「四平街會戰」。
四平戰役後，國軍在東北地區處於絕對劣勢。民國三十七年二月（1948年2月），解放軍以強大兵力第四次圍攻四平，共殲滅國軍1萬9千多人。3月13日，解放軍攻克四平，中華民國在遼北省的統治自此結束。

## 行政區劃

### 省會
民國三十六年（1947年）6月，國民政府公布東北九省的行政區域，遼北省省會為遼源縣（今吉林省雙遼市），因遼源為中共所控，因此省會實際位於四平。

### 縣、市、設治局
民國三十六年（1947年）6月，國民政府公布東北九省的行政區域，全省轄有1市、18縣、6旗，由於省境較小，不設行政督察區。由於本省因抗戰結束後，大部分地區己被東北民主聯軍控制，故國民政府公佈的行政區劃大多未得到執行。新設的四平市，在滿洲國時期已經存在及其沿革過程，詳見四平省。
| 遼北省           | 遼北省 | 遼北省         | 遼北省                                                 | 遼北省 |
| 所屬督察區及盟部 | 代碼   | 縣市局         | 駐地(2023年4月)                                        | 沿革 |
| ---------------- | ------ | -------------- | ------------------------------------------------------ | --- |
| 省直轄地區       | 28001  | 遼源縣         | 鄭家屯（今吉林省雙遼市駐地鄭家屯街道）                 | 遼北省省會。滿洲國時期合併遼源、雙山二縣為雙遼縣，屬四平省。抗戰結束後恢復二縣。民國36年（1947年）6月核准雙山縣併入遼源縣。 |
| 省直轄地區       | 28002  | 四平市         | 四平街（今吉林省四平市城區）                           | 滿洲國時期析梨樹縣置四平市，屬四平省。抗戰結束後保留，民國36年（1947年）6月核准設置。                                       |
| 省直轄地區       | 28003  | 北豐縣         | 西安（今吉林省遼源市城區）                             | 舊稱西安縣，滿洲國時期屬四平省。民國三十六年（1947年）6月核准改名。                                                         |
| 省直轄地區       | 28004  | 西豐縣         | 陶鹿（今遼寧省西豐縣駐地西豐鎮）                       | 滿洲國時期屬四平省。 |
| 省直轄地區       | 28005  | 開原縣         | 開原城（今遼寧省開原市東北老城街道）                   | 滿洲國時期屬四平省。 |
| 省直轄地區       | 28006  | 彰武縣         | 橫道子（今遼寧省彰武縣駐地彰武鎮）                     | 滿洲國時期屬錦州省。 |
| 省直轄地區       | 28007  | 法庫縣         | 法庫門（今遼寧省法庫縣駐地法庫鎮）                     | 滿洲國時期屬奉天省。 |
| 省直轄地區       | 28008  | 康平縣         | 康平屯（今遼寧省康平縣駐地康平鎮）                     | 滿洲國時期屬奉天省。 |
| 省直轄地區       | 28009  | 昌圖縣         | 昌圖老城（今遼寧省昌圖縣西老城鎮）                     | 滿洲國時期屬四平省。 |
| 省直轄地區       | 28010  | 梨樹縣         | 梨樹城（今吉林省梨樹縣駐地梨樹鎮）                     | 滿洲國時期屬四平省。 |
| 省直轄地區       | 28011  | 通遼縣         | 通遼鎮（今內蒙古自治區通遼市城區）                     | 滿洲國時期屬興安總省興南地區。                                                                                              |
| 省直轄地區       | 28012  | 開通縣         | 七井子（今吉林省通榆縣駐地開通鎮）                     | 滿洲國時期屬龍江省。 |
| 省直轄地區       | 28013  | 瞻榆縣         | 開化鎮（今吉林省通榆縣西南瞻榆鎮）                     | 滿洲國時期屬龍江省。 |
| 省直轄地區       | 28014  | 安廣縣         | 龍泉鎮（今吉林省大安市西安廣鎮）                       | 滿洲國時期屬龍江省。 |
| 省直轄地區       | 28015  | 洮南縣         | 雙流鎮（今吉林省洮南市）                               | 滿洲國時期屬龍江省。 |
| 省直轄地區       | 28016  | 突泉縣         | 醴泉鎮（今內蒙古自治區突泉縣）                         | 滿洲國時期改名醴泉縣，屬興安總省興中地區。抗戰結束後恢復原稱。                                                              |
| 省直轄地區       | 28017  | 洮安縣         | 白城子（今吉林省白城市城區）                           | 滿洲國時期改名白城縣，屬龍江省。抗戰結束後恢復原稱。                                                                        |
| 省直轄地區       | 28018  | 鎮東縣         | 南叉干撓（今吉林省鎮賚縣駐地鎮賚鎮）                   | 滿洲國時期屬龍江省。 |
| 省直轄地區       | 28019  | 長嶺縣         | 長嶺子（今吉林省長嶺縣駐地長嶺鎮）                     | 滿洲國時期屬四平省。 |
| 哲里木盟         | 28101  | 科爾沁左翼前旗 | 後新秋（今遼寧省彰武縣東北後新秋鎮）                   | 滿洲國時期屬興安總省興南地區。                                                                                              |
| 哲里木盟         | 28102  | 科爾沁左翼中旗 | 加馬吐（今內蒙古自治區科爾沁左翼中旗西南架瑪吐鎮）     | 滿洲國時期屬興安總省興南地區。                                                                                              |
| 哲里木盟         | 28103  | 科爾沁左翼後旗 | 吉爾嘎郎（今內蒙古自治區科爾沁左翼後旗東北吉爾嘎朗鎮） | 滿洲國時期屬興安總省興南地區。                                                                                              |
| 哲里木盟         | 28104  | 科爾沁右翼前旗 | 王爺廟（今內蒙古自治區烏蘭浩特市駐地和平街道）         | 滿洲國時期屬興安總省興中地區。                                                                                              |
| 哲里木盟         | 28105  | 科爾沁右翼中旗 | 代欽塔拉（今內蒙古自治區科爾沁右翼中旗北代欽塔拉蘇木） | 滿洲國時期屬興安總省興中地區。                                                                                              |
| 哲里木盟         | 28106  | 科爾沁右翼後旗 | 蘇鄂公爺府（今內蒙古自治區科爾沁右翼前旗西北察爾森鎮） | 滿洲國時期屬興安總省興中地區。                                                                                              |

## 行政區劃年表
| 遼北省行政區劃年表                                                        |          |    |    |    |      | |
| 說明：「?」表示不能確定其發生年份或月份，故放於最有可能的一年內，詳見注釋 |          |    |    |    |      | |
| 西元                                                                      | 民國紀元 | 縣 | 市 | 局 | 其他 | 行政區劃變更 |
| 1947年                                                                    | 民國36年 | 18 | 1  |    |      | - 遼寧省遼源縣來隸（6月） - 雙山縣合併遼源縣（6月） - 析遼源縣置四平市（6月） - 遼寧省西安縣來隸（6月） - 西安縣改名北豐縣（6月） - 遼寧省西豐縣來隸（6月） - 遼寧省開原縣來隸（6月） - 遼寧省彰武縣來隸（6月） - 遼寧省法庫縣來隸（6月） - 遼寧省康平縣來隸（6月） - 遼寧省昌圖縣來隸（6月） - 遼寧省梨樹縣來隸（6月） - 遼寧省通遼縣來隸（6月） - 遼寧省開通縣來隸（6月） - 遼寧省瞻榆縣來隸（6月） - 遼寧省安廣縣來隸（6月） - 遼寧省洮南縣來隸（6月） - 遼寧省突泉縣來隸（6月） - 遼寧省洮安縣來隸（6月） - 遼寧省鎮東縣來隸（6月） - 吉林省長嶺縣來隸（6月） |
| 1948年                                                                    | 民國37年 | 18 | 1  |    |      | |
| 1949年                                                                    | 民國38年 | 18 | 1  |    |      | |

## 政府
遼北省政府主席
- 劉翰東（1946年1月～1948年2月）
- 徐梁（1948年2月～3月）

遼北省政府委員
- 徐鼐
- 張式綸
- 傅馥桂
- 白世昌
- 李充國

秘書長
- 徐鼐（1946年1月～1948年3月）

民政廳長
- 張式綸（1946年1月～1948年3月）

財政廳長
- 傅馥桂（1946年5月～1947年10月）
- 王洽民（1947年10月～1948年3月）

教育廳長
- 白世昌（1946年1月～1946年3月）
- 林耀山（代理，1946年5月～）
- 滿廣信（代理）

建設廳長
- 李充國（1946年1月～1946年3月）

會計處長（會計長）
- 黃嘉漢（1946年5月～1948年3月）

警務處長
- 王泰興（1946年1月～1948年3月）

社會處長
- 侯天民（1946年5月～1948年3月）

员警總总队总隊長
- 張東凱（1946年5月～1948年3月）

员警總隊副总隊長
- 張楷（1946年1月～1948年3月）

立法委員
- 梁肅戎

## 參见
- 中華民國大陸時期行政區劃沿革
- 中國東北
- 東北九省

| 前任： 四平省 | 中華民國一級行政區 1945年－1948年 | 繼任： 遼西省 |